# Bank of New Zealand
O Bank of New Zealand (BNZ) é um dos quatro grandes bancos da Nova Zelândia e atua no país desde que o primeiro escritório foi aberto em Auckland em outubro de 1861, seguido pouco depois pela primeira agência em Dunedin em dezembro de 1861. O banco opera uma variedade de serviços financeiros que cobrem bancos comerciais, institucionais e de varejo e emprega mais de 5.000 pessoas na Nova Zelândia. Em 1992, o banco foi adquirido pelo National Australia Bank e desde então opera como subsidiária, mas mantém a governança local com um conselho de administração da Nova Zelândia.

## História
- 1861: O Bank of New Zealand foi formado como uma empresa privada e incorporada pelo New Zealand Bank Act 1861[3] criando a empresa e autorizando-a a emitir notas de banco. A primeira filial na Nova Zelândia foi aberta na Queen Street, em Auckland, e a filial de Dunedin é aberta logo depois.
- 1862: Abertura das filiais de Wellington, Christchurch e Londres. Obteve a conta bancária do governo da Nova Zelândia no Union Bank of Australia e tornou-se um agente para angariar dívidas no Reino Unido para o governo.
- 1894: O BNZ foi salvo pela legislação do governo em junho.
- 1895: O BNZ assume o Banco Colonial da Nova Zelândia, que estava em crise.
- 1940: Empréstimo sem juros de £ 1 milhão como contribuição de guerra ao governo. As 74 mulheres da empresa aumentam para mais de 700 em 1945.
- 1943: A filial móvel foi aberta em uma caravana para militares americanos, o serviço bancário noturno introduzido em Auckland e Wellington.
- 1944: Abertura do departamento de empréstimos pessoais. Governo anuncia intenção de nacionalizar o banco.
- 1945: O governo de Nash apresenta o projeto de lei do Banco da Nova Zelândia. Depois de aprovado, o Governo pagou £7.933.000 em dinheiro, ações transferíveis e ações isentas de impostos aos 8.500 acionistas do Banco por suas ações. A participação média foi de 495 ações.
- 1966: O primeiro computador comprou um IBM 360/30 com uma memória de 16k; Instalação do Databank Systems Ltd em 1967 com o Banco Nacional da Nova Zelândia; os outros três bancos comerciais aderiram em 1968.
- 1978: Introdução do cartão de débito Visa.
- 1980: Introdução dos cartões de crédito Visa.
- 1984: BNZ Center concluído na Willis Street, Wellington.
- 1985: Eftpos introduzido através de postos de gasolina em um programa piloto.
- 1987: O banco entrou no mercado de ações com uma oferta de ações de 15%.
- 1989: o governo reduz sua participação para 51% vendendo 34%; com 30% vendidos à Capital Markets Ltd e o restante ao público em geral
- 1990: O governo resgata US$ 380 milhões para evitar o colapso. Bolger foi informado no domingo após a eleição de 1990 que o banco deve relatar até sexta-feira e, se não receber apoio até então, entrará em colapso (por causa dos empréstimos australianos). Detinha 40 por cento do papel comercial na Nova Zelândia. Portanto, se desabasse, metade das empresas da Nova Zelândia teria desabado.[4]

O logotipo do Bank of New Zealand usado entre 2008 e 2010

- 1992: O National Australia Bank (NAB) comprou o BNZ e o BNZ se torna uma subsidiária do banco australiano.
- 1992: Abertura do primeiro call center em Auckland.
- 1998: A sede se muda para Auckland.
- 1999: O BNZ lançou o Internet Banking.
- 1999: Lançamento do BNZ Private Bank.
- 2000: 192 agências, 5562 funcionários.
- 2008: 1º de outubro: o banco se renova como 'BNZ' com uma mudança no logotipo e nas cores.[5]

## Principais funções de negócios

### Banco de varejo
Para clientes de varejo, o Bank of New Zealand oferece uma gama de produtos e serviços que incluem economias e investimentos, empréstimos à habitação, cartões de crédito, empréstimos pessoais, seguros e bancos internacionais e migrantes. Os clientes podem bancar usando serviços bancários por telefone, internet banking ou visitando uma das 180 agências da Nova Zelândia.

### Negócios
O banco de negócios do Bank of New Zealand tem a marca BNZ Partners e fornece uma gama completa de serviços bancários para pequenas, médias e grandes empresas. Os serviços incluem contas bancárias transacionais, investimentos, empréstimos e finanças, cartão e pagamento, seguros e serviços bancários internacionais para empresas que lidam com exportações, importações e câmbio. A divisão de banco de negócios do Bank of New Zealand fornece à equipe de bancos conhecimento especializado em vários setores da indústria, que incluem agronegócio, medicina, profissional, propriedade, organização sem fins lucrativos, franquia e Iwi.

### Institucional
A divisão de bancos institucionais do Bank of New Zealand fornece serviços bancários de atacado para grandes empresas, instituições financeiras e entidades governamentais. Elas abrangem uma ampla gama de setores, incluindo indústrias primárias; fabricação e varejo; energia; Serviços de utilidade pública; telecomunicações e infraestrutura; propriedade; governo local; saúde; e educação. Em dezembro de 2010, o BNZ foi apontado como organizador principal do recém-formado empréstimo de US$ 600 milhões do Conselho de Auckland. Em junho de 2010, o BNZ recebeu o contrato para fornecer ao Conselho de Auckland serviços transacionais abrangentes e serviços de balcão.

## Operações
As principais funções de administração e administração do Bank of New Zealand estão localizadas em Wellington e Auckland e o banco opera uma rede nacional de 180 lojas e centros de negócios (com a marca de Partner Centers).

## Sustentabilidade
Em julho de 2010, o Bank of New Zealand se tornou o primeiro banco da Nova Zelândia a se tornar neutro em carbono. A conquista foi anunciada em setembro de 2010, após uma iniciativa de três anos para reduzir as emissões por meio de maior eficiência energética e dos veículos, incentivando a mudança de comportamento dos funcionários no trabalho e em casa e compensando as emissões inevitáveis pela compra de créditos de carbono de qualidade. O aspecto mais visível da iniciativa veio da construção de três prédios novos e eficientes em termos de energia para abrigar a maior parte da equipe de gerenciamento e administração da empresa. Dois desses edifícios estão localizados no distrito empresarial central de Auckland, um no Quay Park e outro na 80 Queen Street. O terceiro é o complexo de Harbor Quays, na orla de Wellington. O Deloitte Center, na 80 Queen Street, foi identificado como "o edifício mais verde do país" depois que se tornou o primeiro edifício na Nova Zelândia a receber três prêmios Five Green Stars. O edifício BNZ Quay Park foi nomeado para o BeST Design Award em 2008 por escritórios e ambientes de trabalho.